# Vincent Visser
Vincent Visser (Haarlem, 9 februari 2001) is een Nederlands acteur en zanger. Visser kreeg voornamelijk naamsbekendheid door zijn rol als Jesse Maessen in de dagelijkse televisieserie Brugklas en de later volgende film Brugklas: de tijd van m'n leven en van zijn hoofdrol als Valentijn Sanders in de RTL 4-soap Goede tijden, slechte tijden.

## Levensloop
Visser maakte in oktober 2011, op tienjarige leeftijd, zijn acteerdebuut in de Nederlandse bioscoopfilm Patatje oorlog, waarin hij de rol van Dennis vertolkte. Een jaar later, in september 2012, maakte Visser zijn debuut als televisieacteur met zijn rol van Bas van Deurne in de SBS6-serie Dokter Tinus. Datzelfde jaar was Visser te zien in de reclames van de Efteling.
Visser verkreeg zijn naamsbekendheid voornamelijk door zijn rol als Jesse Maessen die hij van september 2017 tot en met november 2021 vertolkte in de AVROTROS-serie Brugklas. In 2019 vertolkte hij deze rol tevens in de film Brugklas: de tijd van m'n leven.
Verder was Visser te zien in de films 100% Coco en Sinterklaas & het Gouden Hoefijzer, voordat hij van mei 2019 tot en met maart 2021 vertolkte Visser de rol van Valentijn Sanders in de RTL 4-soap Goede tijden, slechte tijden. In juni 2025 maakte Visser na ruim vier jaar zijn terugkeer in de soap.
In de jaren die volgde speelde Visser mee in verschillende bioscoopfilms, waaronder Project Gio, De grote slijmfilm, De Kameleon aan de ketting en Game On.
In 2024 was Visser een van de deelnemers aan het 24e seizoen van het RTL 4-programma Expeditie Robinson, hij viel als twaalfde af en eindigde daarmee op de negende plaats. In 2025 deed Visser samen met Sanne Groenen mee aan het televisieprogramma Voor het blok.

## Filmografie

### Film
- 2011: Patatje oorlog, als Dennis
- 2017: 100% Coco, als Ferry
- 2017: Sinterklaas & Het Gouden Hoefijzer, als Finn
- 2019: Brugklas: de tijd van m'n leven, als Jesse Maessen
- 2019: Project Gio, als Peter
- 2020: De grote slijmfilm, als Daan
- 2020: Groeten van Gerri, als zoom-leerling
- 2020: Misfit 3: De finale, als Viggo de Ligt
- 2021: De Kameleon aan de ketting, als Fonger
- 2021: De nog grotere slijmfilm, als Daan
- 2024: Game On, als Kingbling (Kai)

### Televisie
- 2012: Dokter Tinus, als Bas van Deursen
- 2017-2021: Brugklas, als Jesse Maessen
- 2019: Verborgen Verhalen, als Stan
- 2019: GTST Instagram Stories, als Valentijn Sanders
- 2019: Drunk History: Bezopen verhalen, als René Secretan
- 2019-2021, 2025-heden: Goede tijden, slechte tijden, als Valentijn Sanders
- 2021: Misfit, als Viggo de Ligt
- 2023: Broodje aap, als Joel

## Discografie

### Nummers met noteringen in een hitlijst
| Lied                              | Verschijnen  | Album | Hitlijsten  | Hitlijsten  | Hitlijsten   | Hitlijsten   |
| Lied                              | Verschijnen  | Album | NL (Top 40) | NL (Top 40) | NL (Top 100) | NL (Top 100) |
| Lied                              | Verschijnen  | Album | Piek        | Weken       | Piek         | Weken        |
| --------------------------------- | ------------ | ----- | ----------- | ----------- | ------------ | ------------ |
| Wat is er gebeurd (met Jairzinho) | 3 maart 2023 | -     | tip16       | -           | 21           | 4            |

## Trivia
- Vincent Visser is een achterneef van Ria Valk. Visser was in 2023 te zien als deelnemer in het televisieprogramma DNA Singers waarin Valk zijn bekende familielid was.[12]